# Layrac-sur-Tarn
 Layrac-sur-Tarn  localidad y comuna francesa en la región de Mediodía-Pirineos, departamento de Alto Garona, en el distrito de Toulouse y cantón de Villemur-sur-Tarn.
Su población en el censo de 1999 era de 264 habitantes.
Está integrada en la Communauté de communes de Villemur-sur-Tarn.

## Monumentos

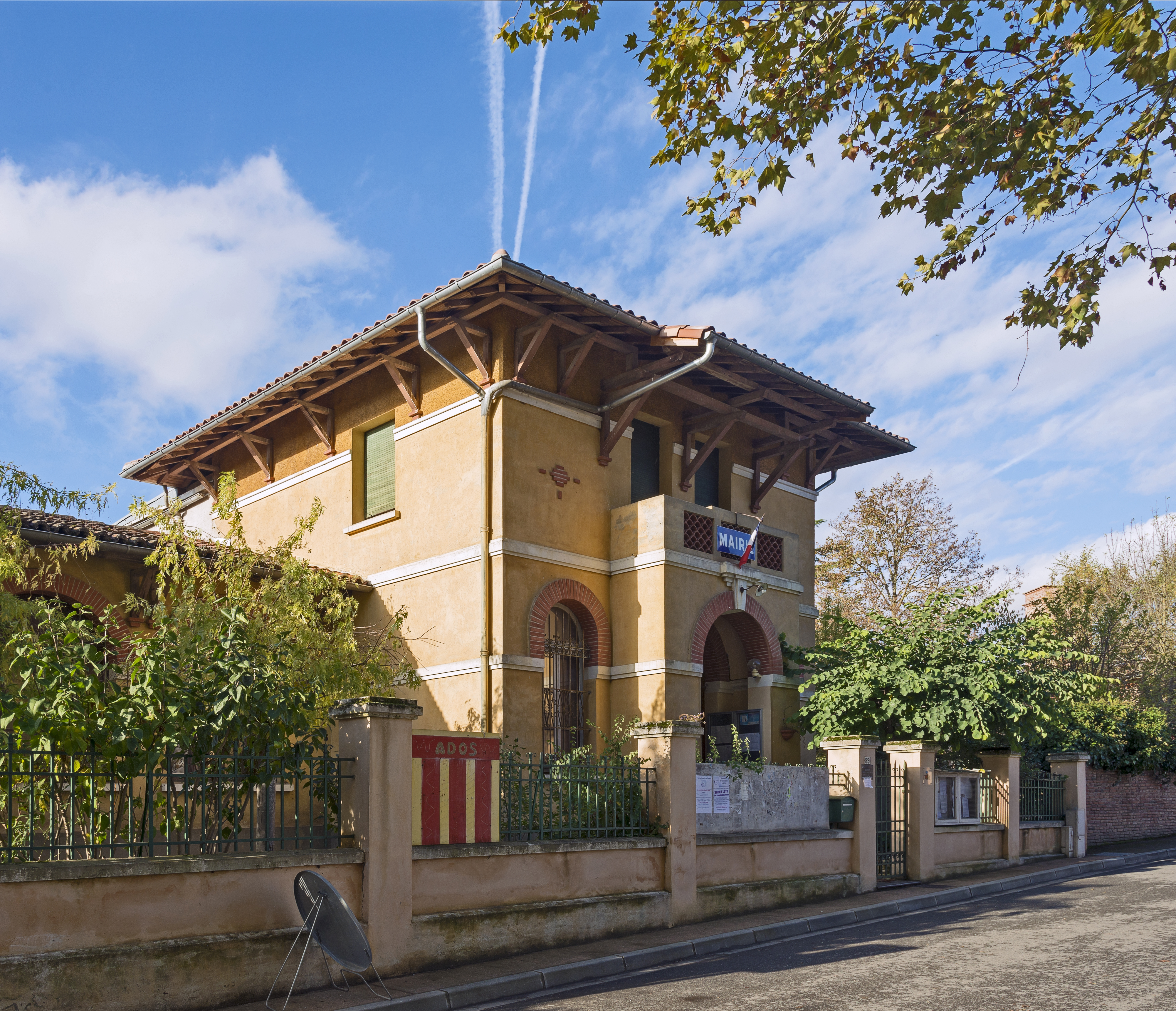
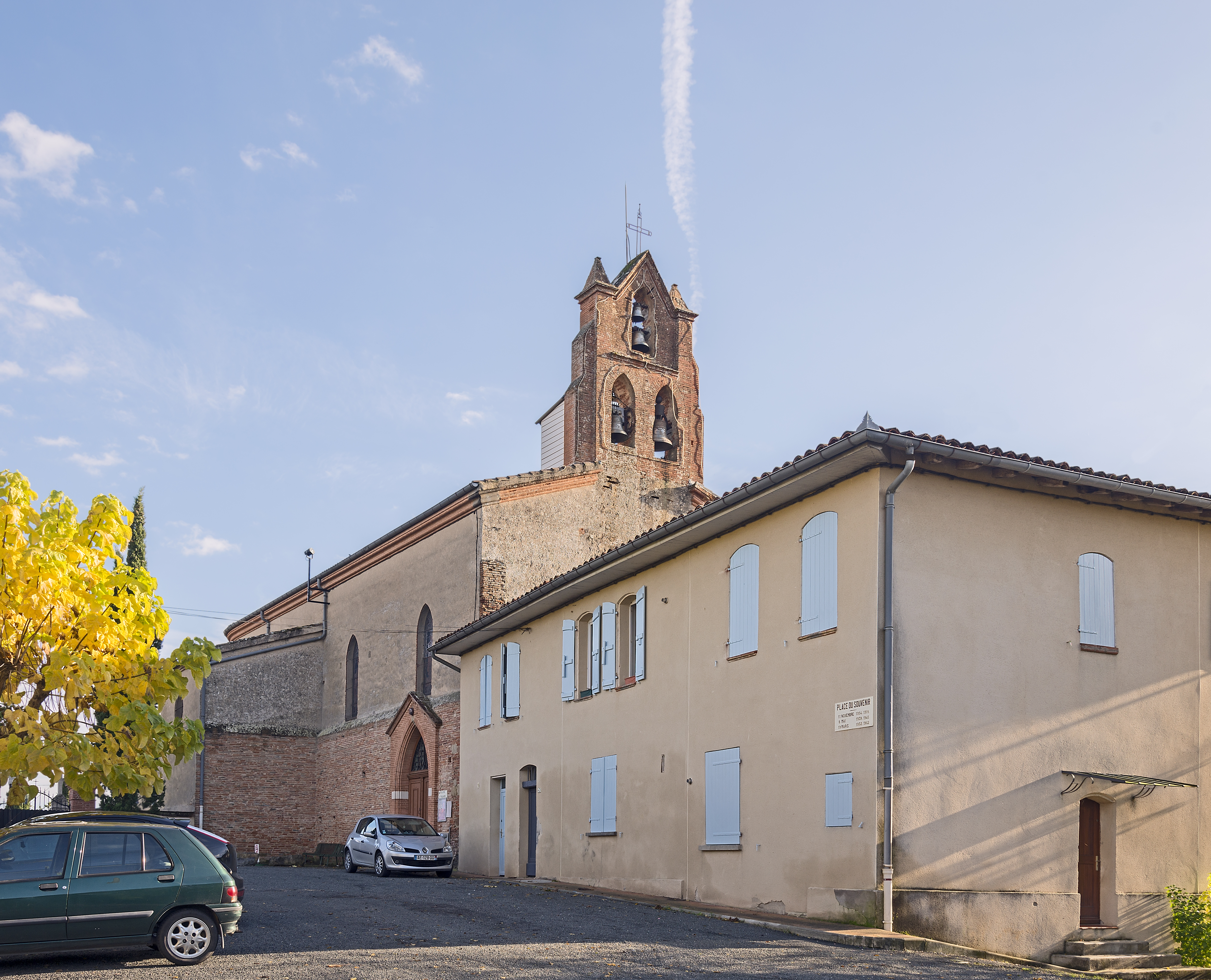

## Demografía
| 298 | 318 | 310 | 307 | 319 | 264 |
| Para los censos de 1962 a 1999 la población legal corresponde a la población sin duplicidades (Fuente: INSEE [Consultar]) |     |     |     |     |     |